# Franz Joseph Saurau
Franz Josef von Saurau (Vienna, 19 settembre 1760 – Firenze, 9 giugno 1832) è stato un politico e diplomatico austriaco.
Appartenente ad una famiglia dell'alta nobiltà austriaca, fu una figura di spicco nel panorama politico viennese tra il 1780 ed il 1830, ricoprendo numerose volte l'incarico di ministro, ambasciatore e governatore.

## Biografia

### Primi anni e l'ingresso nell'apparato statale austriaco
Apparteneva al ramo austriaco della famiglia Saurau, una famiglia dell'alta nobiltà austriaca. Saurau ricevette la sua prima educazione da un padre gesuita e proseguì la sua formazione presso l’Accademia militare Teresiana a Vienna. Entrato nel servizio statale, fu impiegato nei lavori del nuovo catasto "giuseppino". Nel 1784 divenne commissario distrettuale a Traiskirchen, poco dopo consigliere del governo a Praga e nel 1789 Stadthauptmann, ossia il comandante civile, di Vienna, un incarico di particolare rilievo considerati i venti rivoluzionari dell'epoca.
All'epoca, il partito al governo in Austria concesse vasti poteri alla polizia segreta, gestita da un dipartimento statale, il Polizei Hofstelle, direttamente dipendente dall'imperatore. Al capo di tale ministero fu messo il conte Pergen, a cui, per via dell'avanzata età, fu affiancato proprio il conte Saurau. L'anno seguente partecipò all'incoronazione di Leopoldo II e ottenne un ruolo di prestigio nel collegio dei ministri; il nuovo cancelliere Thugut lo scelse come presidente del governo di Vienna e come Ministro della Polizia. Fu un acerrimo nemico dei giacobini e destinò molte delle energie della ministero della Polizia nel cercare e processare le società segrete giacobine, agendo anche tramite una fitta rete di informatori. Si distinse per la durezza delle condanne, dimostrando di essere un fervido patriota e un convinto reazionario.
Durante l'avanzata delle forze francesi verso l'Austria, dopo la caduta di Mantova, organizzò la resistenza a Vienna. Nel 1797 assunse anche il Ministero delle Finanze, incarico che mantenne per i quattro anni a venire. Nel 1801, con la caduta di Thugut e l’ascesa dell’arciduca Carlo, Saurau lasciò l’incarico e fu inviato ambasciatore a Mosca per la coronazione dello zar Alessandro I, ricevendo il Gran Cordone dell’Ordine di Santo Stefano. I suoi tentativi di convincere la Russia ad opporsi alla Francia fallirono. Nel 1803 fu sostituito da Stadion, richiamato in patria. Dopo la disfatta del 1805, fu commissario imperiale in Stiria e assieme all'arciduca Giovanni riorganizzò le milizie territoriali austriache.
Nel 1809 seguì l’armata in Italia, poi tornò a Vienna come Statthalter, ossia governatore. Si distinse nei preparativi per la guerra del 1813. Poi riorganizzò le province illiriche, fu attivo a Parma, Roma e nei territori pontifici. Nel 1815 fu inviato in Lombardia in sostituzione del precedente governatore, il maresciallo Bellegarde, rimanendovi per due anni, per poi essere a sua volta sostituito da Giulio Strassoldo. Nel 1817 fu brevemente ambasciatore a Madrid e poco dopo divenne Cancelliere supremo della città di Vienna e dal 1823 anche quello di Capo della Cancelleria di Corte. Nel 1828 ricevette il titolo di Cavaliere dell'Ordine del Toson d’Oro, e nel 1830, in occasione dei 50 anni di servizio, fu decorato con il titolo di Cavaliere di Gran Croce dell'Ordine di Santo Stefano. Nel 1831 si ritirò dagli incarichi che ricopriva e fu nominato ambasciatore a Firenze, dove morì l’anno successivo.

## Ascendenza
|                                      |                         |                                                       | Genitori                                            |  |  | Nonni |  |  | Bisnonni                      |  |  | Trisnonni       |  |
|                                      |                         |                                                       |                                                     |  |  |       |  |  | Siegmund Friedrich von Saurau |  |  | Karl von Saurau |  |
|                                      |                         |                                                       |                                                     |  |  |       |  |  | Siegmund Friedrich von Saurau |  |  | Karl von Saurau |  |
|                                      |                         | Susanna Katharina von Teuffenbach                     |                                                     |  |  |       |  |  | Siegmund Friedrich von Saurau |  |  |                 |  |
| Johann Georg von Saurau              |                         |                                                       |                                                     |  |  |       |  |  | Siegmund Friedrich von Saurau |  |  |                 |  |
|                                      |                         | Helena Maria Theresia von und zum Jungen              | …                                                   |  |  |       |  |  |                               |  |  |                 |  |
|                                      |                         | Helena Maria Theresia von und zum Jungen              | …                                                   |  |  |       |  |  |                               |  |  |                 |  |
|                                      |                         | Helena Maria Theresia von und zum Jungen              | …                                                   |  |  |       |  |  |                               |  |  |                 |  |
| Karl Maximilian von Saurau           |                         | Helena Maria Theresia von und zum Jungen              |                                                     |  |  |       |  |  |                               |  |  |                 |  |
|                                      |                         | Adam Maximilian Guyard de Saint-Julien                | Heinrich Guyard de Saint-Julien                     |  |  |       |  |  |                               |  |  |                 |  |
|                                      |                         | Adam Maximilian Guyard de Saint-Julien                | Heinrich Guyard de Saint-Julien                     |  |  |       |  |  |                               |  |  |                 |  |
|                                      |                         | Adam Maximilian Guyard de Saint-Julien                | Maria Sidonia Elisabeth von Hardegg-Glatz-Machlande |  |  |       |  |  |                               |  |  |                 |  |
| Maria Barbara Guyard de Saint-Julien |                         | Adam Maximilian Guyard de Saint-Julien                |                                                     |  |  |       |  |  |                               |  |  |                 |  |
|                                      |                         | Maria Suzanne van Brandis                             | Johan Jacob van Brandis                             |  |  |       |  |  |                               |  |  |                 |  |
|                                      |                         | Maria Suzanne van Brandis                             | Johan Jacob van Brandis                             |  |  |       |  |  |                               |  |  |                 |  |
|                                      |                         | Maria Suzanne van Brandis                             | Catharina Elisabeth van Questenberg                 |  |  |       |  |  |                               |  |  |                 |  |
| Franz Joseph Saurau                  |                         | Maria Suzanne van Brandis                             |                                                     |  |  |       |  |  |                               |  |  |                 |  |
|                                      | Ferdinand Ernst Breuner | Maximilian Ludwig Ernst Breunner von Stübing-Fladnitz |                                                     |  |  |       |  |  |                               |  |  |                 |  |
|                                      | Ferdinand Ernst Breuner | Maximilian Ludwig Ernst Breunner von Stübing-Fladnitz |                                                     |  |  |       |  |  |                               |  |  |                 |  |
|                                      | Ferdinand Ernst Breuner | Anna Benigna Maria Regina von Wagensperg              |                                                     |  |  |       |  |  |                               |  |  |                 |  |
| Maximilian Ferdinand Leopold Breuner | Ferdinand Ernst Breuner |                                                       |                                                     |  |  |       |  |  |                               |  |  |                 |  |
|                                      |                         | Maria Katharina Susanna von Vetter und von der Lilie  | Johann Weikhard von Vetter und von der Lilie        |  |  |       |  |  |                               |  |  |                 |  |
|                                      |                         | Maria Katharina Susanna von Vetter und von der Lilie  | Johann Weikhard von Vetter und von der Lilie        |  |  |       |  |  |                               |  |  |                 |  |
|                                      |                         | Maria Katharina Susanna von Vetter und von der Lilie  | Maria Katharina Isabella von Herberstein            |  |  |       |  |  |                               |  |  |                 |  |
| Maria Katharina Barbara Breuner      |                         | Maria Katharina Susanna von Vetter und von der Lilie  |                                                     |  |  |       |  |  |                               |  |  |                 |  |
|                                      |                         | …                                                     | …                                                   |  |  |       |  |  |                               |  |  |                 |  |
|                                      |                         | …                                                     | …                                                   |  |  |       |  |  |                               |  |  |                 |  |
|                                      |                         | …                                                     | …                                                   |  |  |       |  |  |                               |  |  |                 |  |
| Marie Claire de Saint Julien         |                         | …                                                     |                                                     |  |  |       |  |  |                               |  |  |                 |  |
|                                      |                         | …                                                     | …                                                   |  |  |       |  |  |                               |  |  |                 |  |
|                                      |                         | …                                                     | …                                                   |  |  |       |  |  |                               |  |  |                 |  |
|                                      |                         | …                                                     | …                                                   |  |  |       |  |  |                               |  |  |                 |  |
|                                      |                         | …                                                     |                                                     |  |  |       |  |  |                               |  |  |                 |  |